# Landkreis Lebus

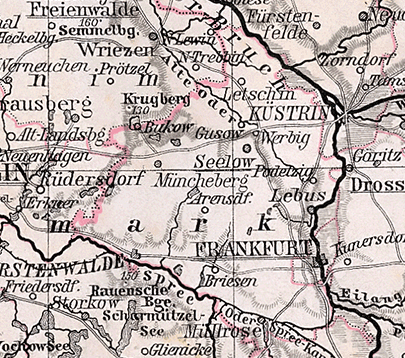
Das Kreisgebiet 1905

Der Landkreis Lebus, ursprünglich Kreis Lebus, bis ins 19. Jahrhundert auch Lebuser Kreis genannt, war bis 1950 ein Landkreis in Brandenburg. Er bestand in Preußen, in der SBZ und in der DDR. Der Kreis umfasste am 1. Januar 1945 die sechs Städte Buckow, Fürstenwalde (Spree), Lebus, Müllrose, Müncheberg und Seelow, 110 weitere Gemeinden und vier Forst-Gutsbezirke.
Heute gehört das ehemalige Kreisgebiet größtenteils zu den Landkreisen Märkisch-Oderland und Oder-Spree. Ein kleiner, östlich der Oder gelegener Teil des ursprünglichen Kreisgebiets mit den Gemeinden Neu Lebus und Tirpitz wurde 1945 von der Sowjetunion unter polnische Verwaltung gestellt und befindet sich seither im Powiat Słubicki der polnischen Woiwodschaft Lebus.

## Geographie
Der Kreis Lebus entsprach in etwa dem Land Lebus, abzüglich der Gebiete östlich der Oder und einiger Gebiete im Süden. Seine Ostgrenze bildete die Oder. Im Süden waren die Wälder um Müllrose und der Fürstenwalder Abschnitt der Spree die natürlichen Grenzen des Kreises. Im Westen bildete die Buckower Rinne mit Rotem Luch und Schermützelsee seine Grenze. Im Norden verlief die Kreisgrenze quer durch das Oderbruch. Die Tafelberge bei Frankfurt bildeten den höchsten Punkt des Kreises Lebus.

## Verwaltungsgeschichte

### Land Lebus
Seit dem 13. Jahrhundert ist das Land Lebus in Urkunden erwähnt, es bestand wahrscheinlich schon mehrere Jahrhunderte zuvor. Das Gebiet entsprach etwa dem des späteren Kreises Lebus, möglicherweise noch etwas weiter nach Süden bis über die Schlaube, sowie östlich der Oder dem des späteren Kreises Sternberg.
Im 16. Jahrhundert wurden die Ämter Lebus und Fürstenwalde gebildet.

### Lebusischer Kreis
Im 17. Jahrhundert entstand der Lebusische Kreis in der Mark Brandenburg.

### Kreis Lebus im 19. Jahrhundert
Im Rahmen der Bildung von Provinzen und Regierungsbezirken in Preußen erfolgte 1816 im Regierungsbezirk Frankfurt eine Kreisreform, durch die die Abgrenzung des Kreises wie folgt verändert wurde:
- Der Nordteil des Kreises, darunter die Orte Alt Tucheband, Friedrichsaue, Genschmar, Golzow, Gorgast, Hathenow, Kienitz, Letschin, Libbenichen, Manschnow, Ortwig, Rathstock, Sachsendorf, Werbig, Wilhelmsaue und Zechin, kam zum neuen Kreis Cüstrin.
- Die Stadt Frankfurt (Oder) sowie die umliegenden Orte Booßen, Buschmühle, Karthaus, Kliestow, Lossow, Rosengarten, Schiffersruh, Tzschetzschnow und Ziegelei kamen zum neuen Kreis Frankfurt.
- Aus dem Kreis Oberbarnim wechselten die Orte Klein Buckow, Hasenholz und Garzin in den Kreis Lebus.

Das Landratsamt des Kreises Lebus befand sich zunächst außerhalb des Kreisgebietes in der Stadt Frankfurt an der Oder.
Zum 1. Januar 1827 wurde der Kreis Frankfurt wieder aufgelöst. Der Landbezirk des Kreises, das Gebiet außerhalb der Stadt Frankfurt, kam zunächst vollständig zum Kreis Lebus. Zum 1. Januar 1836 wechselten die ursprünglich aus dem Kreis Sternberg stammenden Orte aus dem Kreis Lebus zurück in den Kreis Sternberg.
Zum 1. Januar 1836 wurde auch der Kreis Cüstrin wieder aufgelöst und das Gebiet, das bis 1816 zum Kreis Lebus gehört hatte, wurde wieder in den Kreis Lebus eingegliedert. 1863 wurde das Landratsamt in die Stadt Seelow verlegt.

### Norddeutscher Bund/Deutsches Reich
Seit dem 1. Juli 1867 gehörte der Kreis zum Norddeutschen Bund und ab dem 1. Januar 1871 zum Deutschen Reich. Gegen Ende der 1920er Jahre wurden nahezu alle Gutsbezirke im Kreis, bis auf vier aufgelöst und benachbarten Landgemeinden zugeteilt.
Im Frühjahr 1945 wurde das Kreisgebiet nach schweren Kämpfen um die Seelower Höhen durch die Rote Armee besetzt.

### Sowjetische Besatzungszone/Deutsche Demokratische Republik
Nach dem 8. Mai 1945 gehörte der Kreis größtenteils zur Sowjetischen Besatzungszone. Die gegenüber der Stadt Lebus am östlichen Oderufer gelegenen Gemeinden Neu Lebus und Tirpitz wurden im Frühjahr 1945 von der Sowjetunion unter polnische Verwaltung gestellt. In der Folgezeit wurde die einheimische Bevölkerung von der örtlichen polnischen Verwaltungsbehörde aus diesem Teil des Kreisgebiets vertrieben.
Mit Wirkung zum 15. März 1946 kam durch Beschluss des Präsidiums der Provinzialverwaltung Mark Brandenburg die am linken Oderufer gelegene Gemeinden Bleyen und Küstrin-Kietz des aufgelösten Kreises Königsberg Nm. zum nunmehr als Landkreis Lebus bezeichneten Kreis.
Die Gemeinden Güldendorf, Kliestow, Lichtenberg, Markendorf und Rosengarten wurden am 30. Mai 1947 in die kreisfreie Stadt Frankfurt (Oder) eingemeindet.
Durch das Gesetz über die Änderung zur Verbesserung der Kreis- und Gemeindegrenzen vom 28. April 1950 kam es am 1. Juli 1950 zu einer Reihe von Gebietsänderungen:
- Der Landkreis Lebus wurde in Landkreis Seelow umbenannt.
- Die Stadt Fürstenwalde und die Gemeinde Hangelsberg kamen zum neuen Kreis Fürstenwalde, am 1. August 1951 außerdem die Gemeinde Berkenbrück.
- Die Gemeinden Biegen, Biegenbrück, Booßen, Brieskow-Finkenheerd, Dubrow, Hohenwalde, Jacobsdorf, Kaisermühl, Lossow, Müllrose, Oberlindow, Pillgram, Unterlindow und Weißenspring kamen zum neuen Kreis Frankfurt (Oder).
- Die Gemeinden Lichtenow, Rehfelde, Werder und Zinndorf wechselten aus dem Landkreis Niederbarnim in den Landkreis Seelow.
- Die Gemeinden Altbarnim, Neubarnim, Neutrebbin, Sietzing, Wuschewier und Zelliner Loose wechselten aus dem Landkreis Oberbarnim in den Landkreis Seelow.

1952 erfolgte in der DDR eine weitere umfassende Gebietsreform:
- Die Gemeinden Arensdorf, Beerfelde, Briesen (Mark), Buchholz, Demnitz, Falkenberg, Hasenfelde, Heinersdorf, Jänickendorf, Kersdorf, Madlitz, Neuendorf im Sande, Petersdorf, Schönfelde, Steinhöfel, Tempelberg, Trebus und Wilmersdorf wechselten in den Kreis Fürstenwalde.
- Die Städte Buckow und Müncheberg sowie die Gemeinden Dahmsdorf, Eggersdorf, Garzin, Hasenholz, Hermersdorf, Hoppegarten, Lichtenow, Münchehofe, Obersdorf, Rehfelde, Waldsieversdorf, Werder und Zinndorf wechselten in den Kreis Strausberg.
- Alle übrigen Gemeinden bildeten den Kreis Seelow, der dem neugebildeten Bezirk Frankfurt (Oder) zugeordnet wurde.

## Einwohnerentwicklung
| Jahr | Einwohner | Quelle |
| ---- | --------- | ------ |
| 1750 | 38.512    | [ 3 ]  |
| 1800 | 53.263    | [ 3 ]  |
| 1816 | 24.691    | [ 12 ] |
| 1840 | 64.685    | [ 13 ] |
| 1871 | 92.882    | [ 14 ] |
| 1890 | 92.404    | [ 15 ] |
| 1900 | 91.421    | [ 15 ] |
| 1910 | 95.424    | [ 15 ] |
| 1925 | 102.908   | [ 15 ] |
| 1933 | 104.593   | [ 15 ] |
| 1939 | 105.080   | [ 15 ] |
| 1946 | 98.469    | [ 16 ] |

## Kommunalverfassung bis 1945
Mit Einführung des preußischen Gemeindeverfassungsgesetzes vom 15. Dezember 1933 gab es ab dem 1. Januar 1934 eine einheitliche Kommunalverfassung für alle preußischen Gemeinden. Mit Einführung der Deutschen Gemeindeordnung vom 30. Januar 1935 trat zum 1. April 1935 im Deutschen Reich eine einheitliche Kommunalverfassung in Kraft, wonach die bisherigen Landgemeinden nun als Gemeinden bezeichnet wurden. Diese waren zu Amtsbezirken zusammengefasst.

## Landräte

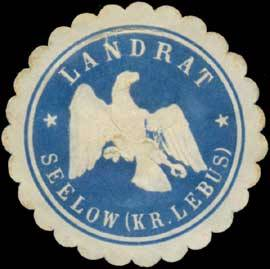
Siegelmarke mit der Umschrift „Landrat Seelow (Kreis Lebus)“

| 0–1735    | Hans Friedrich von Rohr            |
| 1735–1774 | Philipp Ludwig Ewald von Rohr      |
| 1774–1781 | Friedrich Heinrich von Podewils    |
| 1781–1788 | Hans Sigismund von Beerfelde       |
| 1788–     | Carl Heinrich von Schöning         |
| 1809–1816 | Johann Gottlieb Lehmann            |
| 1816–1851 | Leopold Karbe                      |
| 1850–1859 | Leopold von Winter                 |
| 1860–1879 | Bernhard von der Marwitz           |
| 1879–1882 | Rudolf von Raumer                  |
| 1882      | Alfred Wagner                      |
| 1882      | Gerber                             |
| 1883–1893 | Paul von Steinau-Steinrück         |
| 1894–1905 | Kaspar Heinrich von der Marwitz    |
| 1905–1915 | Ernst Eberhard Kleiner             |
| 1915      | Fürst                              |
| 1915      | Hecker                             |
| 1920–1926 | Otto Pautsch                       |
| 1926      | August Schabbehard (kommissarisch) |
| 1926–1929 | Walter Breuer                      |
| 1929–1933 | Erik Hildebrandt                   |
| 1933–1937 | Adolf von Nassau                   |
| 1937–1945 | Hans Kreutzberger                  |
| 1945–1946 | Paul Papke                         |

## Städte und Gemeinden

### Stand 1945
Dem Kreis Lebus gehörten bis Kriegsende 1945 die folgenden Städte und Gemeinden an:
| - Altlangsow - Alt Mahlisch - Alt Rosenthal - Alt Tucheband - Alt Zeschdorf - Arensdorf - Beerfelde - Berkenbrück - Biegen - Biegenbrück - Booßen - Briesen (Mark) - Brieskow - Buchholz - Buckow, Stadt - Buschdorf - Carzig - Dahmsdorf - Demnitz - Diedersdorf - Döbberin - Dolgelin - Dubrow - Eggersdorf - Falkenberg | - Falkenhagen - Friedersdorf - Friedrichsaue - Fürstenwalde, Stadt - Garzin - Genschmar - Gieshof-Mehrin-Graben - Golzow - Gorgast - Görlsdorf - Groß Neuendorf - Güldendorf - Gusow - Hangelsberg - Hasenfelde - Hasenholz - Hathenow - Heinersdorf - Hermersdorf - Herzershof - Hohenwalde - Hoppegarten - Jacobsdorf - Jahnsfelde - Jänickendorf | - Kaisermühl - Kersdorf - Kiehnwerder - Kienitz - Klein Neuendorf - Klessin - Kliestow - Lebus, Stadt - Letschin - Libbenichen - Lichtenberg - Lietzen - Lossow - Madlitz - Mallnow - Manschnow - Markendorf - Marxdorf - Müllrose, Stadt - Müncheberg, Stadt - Münchehofe - Neulangsow - Neu Lebus - Neu Mahlisch - Neu Manschnow | - Neu Rosenthal - Neu Tucheband - Neuendorf im Sande - Neuentempel - Neuhardenberg - Niederjesar - Oberlindow - Obersdorf - Ortwig - Petersdorf - Petershagen i./Mark - Pillgram - Platkow - Podelzig - Posedin - Quappendorf - Rathstock - Rehfeld - Reitwein - Rosengarten - Sachsendorf - Schönfelde - Schönfließ - Seelow, Stadt - Sieversdorf | - Solikante - Sophienthal - Steinhöfel - Steintoch - Sydowswiese - Tempelberg - Tirpitz - Trebnitz - Trebus - Treplin - Unterlindow - Waldsieversdorf - Werbig - Wilhelmsaue - Wilmersdorf - Worin - Wuhden - Wulkow b. Booßen - Wulkow b. Trebnitz - Wüste Kunersdorf - Zechin |

Zum Kreis Lebus gehörten außerdem die gemeindefreien Gutsbezirke Forst Müllrose, Forst Neubrück, Schlaubehammer und Weißenspring.

### Vor 1945 aufgelöste Gemeinden
- Alt Madlitz, 1939 zu Madlitz
- Altpodelzig, 1928 zu Podelzig
- Baiersberg, 1926 zu Buschdorf
- Georgenthal, 1938 zu Falkenhagen
- Gerickensberg, 1926 zu Buschdorf
- Hohenjesar, 1931 zu Alt Zeschdorf
- Lehmannshöfel, 1926 zu Buschdorf
- Neulindow, 1934 zu Oberlindow
- Neu Madlitz, 1939 zu Madlitz
- Neupodelzig, 1928 zu Podelzig
- Neu Zeschdorf, 1938 zu Alt Zeschdorf
- Neufeld, ca. 1926 zu Quappendorf
- Nieder Görlsdorf und Ober Görlsdorf, 1926 zur Gemeinde Görlsdorf zusammengeschlossen
- Zernickow, 1939 zu Seelow

### Namensänderungen
Die Gemeinde Neuhardenberg wurde am 19. Februar 1949 zu Ehren von Karl Marx in Marxwalde umbenannt und erhielt 1990 ihren traditionellen Namen zurück.